# Mycetophila osornoensis
Mycetophila osornoensis är en tvåvingeart som beskrevs av Duret 1981. Mycetophila osornoensis ingår i släktet Mycetophila och familjen svampmyggor. Inga underarter finns listade i Catalogue of Life.